# Тении
Тении (Cestoda, на латински: cestus – „пояс“, „лента“ и oid – „подобно“) се наричат клас паразитни плоски червеи с начленено тяло. Известни са около 3500 вида, представителите на които напълно са загубили храносмилателната система. Някои от тях са и опасни паразити при хората. Заболяванията, които предизвикват, се наричат цестодози.

## Класификация
- Подклас Cestodaria
  - Разред Amphilinidea
  - Разред Gyrocotylidea
- Подклас Eucestoda
  - Разред Aporidea
  - Разред Caryophyllidea
  - Разред Cyclophyllidea
  - Разред Diphyllidea
  - Разред Lecanicephalidea
  - Разред Litobothridea
  - Разред Nippotaeniidea
  - Разред Proteocephalidea
  - Разред Pseudophyllidea
  - Разред Spathebothriidea
  - Разред Tetraphyllidea
  - Разред Trypanorhyncha

## Устройство
Тялото при тениите е силно дорзовентрално сплеснато, удължено, лентовидно, съставено от главова част, наречена сколекс, шийка и начленена част – стробила. При някои цестоди тялото не е начленено. Членчетата на стробилата се наричат проглотиди. Общата дължина на тялото варира от милиметри до 10 метра.
Формата на сколекса е сферична, крушовидна или кубична. Върху него се намират 4 смукала, а някои видове вместо тях имат ямички за засмукване – ботрии. Те служат за закрепване върху гостоприемника. При някои видове освен тези приспособления в предната част на сколекса се намира венец от кукички или шипчета. При други видове кукичките се намират по шийката или в стробилата. На апикалния край на сколекса е разположено хоботче, наречено ростелум, също снабдено с кукички. Шийката е неначленена, къса и най-тясната част от червея. В задната част се намира зона на нарастване, в която посредством пролиферация и обособяване на напречна бразда се образуват новите членчета.
Третата част от тялото е стробилата, която е изградена от различен брой проглотиди. Броят им варира от 3 до няколко хиляди. Формата на всяко от членчетата може да бъде трапецовидна, елипсовидна или правоъгълна. По дължината на стробилата членчетата са в различна степен на зрялост. Непосредствено след шийката са незрелите (ювенилни). В тях няма развита полова система. Следват мъжки проглотиди, в които се развиват мъжките полови органи. След тях са хермафродитните проглотиди. В тях мъжката и женската полови системи са еднакво развити. Следват женските проглотиди. В тях женската полова система е добре развита, а мъжката е частично или напълно закърняла. Последните членчета са зрели. В тях паренхимната тъкан е изместена изцяло от матката, която е изпълнена с яйца.
Тялото на тениите е покрито със специализиран кожно-мускулен слой, наречен тегумент. Повърхността му е осеяна с множество микровили увеличаващи многократно резорбтивната способност на тъканта. През нея преминават хранителни вещества, намиращи се в чревното съдържание на гостоприемника.
Телесната кухина е изпълнена с паренхим. В него се намират т.нар. варовити образувания съдържащи освен основните органични съединения и неорганични елементи като манган, калций и фосфор. Тези вещества неутрализират стомашното съдържание на организма. Липсва храносмилателна система. Хранителните вещества се приемат през цялата повърхност на тялото. Дишането е анаеробно, при което се използва натрупания в паренхима гликоген. Отделителната система е от протонефридиен тип. Нервната система е представена от двуделен ганглий разположен в сколекса. Тук се намират и осезателни власинки.
Тениите са хермафродитни организми. В проглотидите намиращи се в близост до шийката половата система се намира в процес на формиране. В средната част е функционираща, а в крайните проглотиди матката е силно разрастнала се и изпълнена с яйца. Останалите полови органи са закърнели.

## Жизнен цикъл
Оплождането се извършва между членчета на два индивида, членчета от един и същи екземпляр или дори се извършва самооплождане. Още в матката от яйцето се развива ларва, наречена онкосфера. В задния си край тя има 6 кукички, а в предния са разположени жлезисти клетки. Те служат за образуването на секрет, с чиято помощ ларвата се придвижва в междинния гостоприемник. Отвън онкосферата е обвита от здрава обвивка – ембриофора. Зрелите проглотиди се откъсват от стробилата. Голяма част от тях могат да се движат попадайки в околната среда. Развитието на цестодите е придружено винаги с участието на междинен гостоприемник. Ларвната форма, която се образува в новия гостоприемник се нарича цистицеркус. Когато заразено месо с цистицеркус попадне в храносмилателната система на крайните гостоприемници образувалата се циста се разтваря и сколексът се прилепва за лигавицата на червата.